# Antonius von Kiew

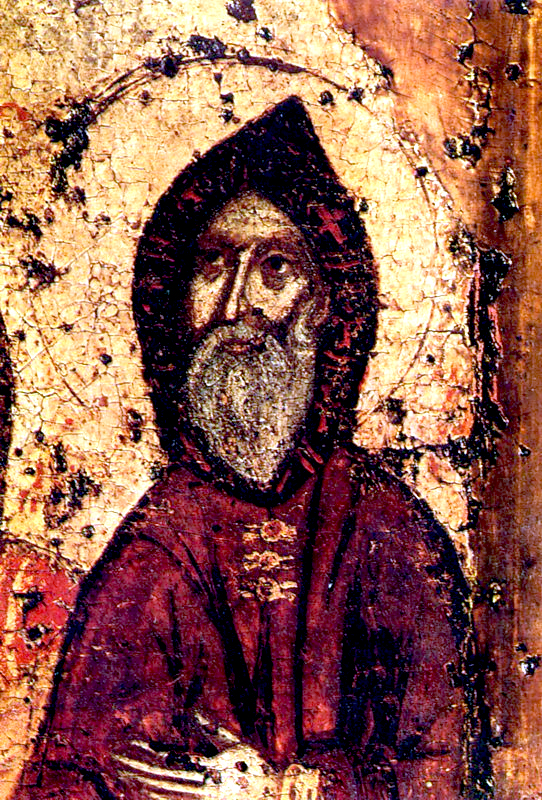
Antonius von Kiew auf einem Ikonen-Fragment von 1288

Antonius von Kiew (ukrainisch Антоній Печерський Antonij Petscherskyj, russisch Антоний Печерский Antoni Petscherski, übertragen etwa: Antonius von den Höhlen; * 983 in Ljubetsch, Kiewer Rus; † 10. Juli 1073 in Kiew) war einer der Gründer des Mönchtums in Kiewer Rus sowie Gründer des Kiewer Höhlenklosters.

## Leben
Antonius kam 983 als Antipas in Ljubetsch 50 km nordwestlich von Tschernihiw zur Welt. Als junger Mann lebte er in einer gegrabenen Höhle. Später reiste er zum Berg Athos, wo er im Kloster Esfigmenou das Klostergelübde ablegte und zu Ehren von Antonius dem Großen den Namen Antonius annahm. Nachdem er in die Kiewer Rus zurückgekehrt war, lebte er bei einem Dorf im Stadtgebiet der heutigen Stadt Kiew in einer kleinen Höhle am Ufer des Dnepr. Bald schlossen sich ihm viele Mönche an, aus ihrer Gemeinschaft entwickelte sich das Kiewer Höhlenkloster. Antonius war ihr geistiger Führer, indem er den Mönchen das tiefe Gebetsleben von Athos vermittelte.
Nach dem Tod Wladimirs I. floh er vor dem Bruderkrieg, den dessen Söhne Jaroslaw der Weise und Swjatopolk führten, erneut nach Athos, kehrte jedoch bald darauf aufgrund eines Konflikts ins Kiewer Höhlenkloster zurück. Unter der Herrschaft von Isjaslaw I. ging er im Frühjahr 1069 nach Tschernihiw und gründete dort ein neues Höhlenkloster. Später kehrte er nach Kiew zurück und war 1073 an der Grundsteinlegung der Mariä-Himmelfahrts-Kathedrale des Klosters beteiligt. Er starb 90-jährig im Kloster und wurde in den nahen Höhlen der Mariä-Himmelfahrts-Kathedrale des Kiewer Höhlenklosters bestattet.
Auf seinen Ikonen wird er oftmals gemeinsam mit seinem Schüler Theodosius von Kiew dargestellt, der wie er als Begründer des russischen Mönchtums gilt.